# Suhe, Kobeleakî
Suhe (în ucraineană Сухе) este un sat în comuna Kirove din raionul Kobeleakî, regiunea Poltava, Ucraina.

## Demografie
Componența lingvistică a localității Suhe
     Ucraineană (96,99%)
     Rusă (2,41%)
     Alte limbi (0,6%)
Conform recensământului din 2001, majoritatea populației localității Suhe era vorbitoare de ucraineană (96,99%), existând în minoritate și vorbitori de rusă (2,41%).